# Versailles (hudební skupina)
Versailles, známá též jako Versailles -Philharmonic Quintet- (japonsky ヴェルサイユ・フィルハーモニック・クインテット, Verusaiju Firuhámonikku Kuintetto) je japonská visual-kei metalová hudební skupina založená v roce 2007 zpěvákem Kamijem. Konceptem skupiny je „absolutní jóšikibi (tj. krása formy) zvuku a extrém estetismu“. Charakteristická je rokokovými kostýmy a těžkou leč melodickou hudbou.

## Historie

### 2007: Vznik
Koncept skupiny vytvořil Kamijo (bývalý člen skupiny Lareine) spolu s Hizakim (bývalým členem skupiny Sulfuric Acid) na podzim roku 2006; následujících šest měsíců strávili hledáním vhodných členů, kteří by jim umožnili koncept vyjádřit. Skupina oficiálně vznikla v březnu roku 2007; první sestavu tvořil vokalista Kamijo, kytarista Hizaki a baskytarista Jasmine You (bývalý člen skupiny Jakura). Později se na doporučení tokijského podniku Rock May Kan připojil kytarista Teru (bývalý člen skupiny Aikaryu) a bubeník Yuki (bývalý člen skupiny Sugar Trip). Hizaki, Jasmine You a Teru již dříve spolupracovali v rámci kapely Hizaki Grace Project.
Podrobnosti o kapele byly oznámeny 30. března 2007. Propagační materiál byl vydáván prostřednictvím internetu, skupina si založila stránku v angličtině na MySpace a absolvovala několik rozhovorů se zahraničním tiskem. 
23. června se Versailles poprvé objevili na veřejnosti v rámci předváděcí akce, 24. června odehráli své první vystoupení. Ve stejné dny také distribuovali svůj první singl a DVD singl s názvem The Revenant Choir.
Kapela podepsala smlouvu s německým vydavatelstvím CLJ Records a 31. října vydala v Japonsku a Evropě EP Lyrical Sympathy. Jejich píseň The Love From A Dead Orchestra se objevila na kompilačním albu Tokyo Rock City vydaném 9. listopadu společností Sony BMG v Německu. 23. září 2008 byl Kamijo modelem pro lolita značku Alice and the Pirates na Individual Fashion Expo IV.
Kapela podepsala smlouvu s německým vydavatelstvím CLJ Records a 31. října vydala v Japonsku a Evropě EP Lyrical Sympathy. Jejich píseň The Love From A Dead Orchestra se objevila na kompilačním albu Tokyo Rock City vydaném 9. listopadu společností Sony BMG v Německu. 23. září 2008 byl Kamijo modelem pro lolita značku Alice and the Pirates na Individual Fashion Expo IV.

### 2008: Noble
V roce 2008 vystoupili Versailles poprvé v Evropě a USA. Během dubna a května vystoupila skupina po Evropě společně s Matenrou Opera. Versailles byli později pozváni Tainted Reality, aby vystoupili 30. května na Project A-Kon v Texaském Dallasu a 3. června na Knitting Factory v Kalifornském Los Angeles. Project A-Kon přilákal více než 3.000 lidí a byl naprosto vyprodán.
09.07.2008 vydali Versailles digitálně album Noble, které se dalo exkluzivně koupit i mezinárodně přes iTunes Music Stores. Poté vyšlo i normálně a to 16. července v Japonsku a 30. července pak v ostatních zemích.
19. srpna oznámil label Versailles, že v USA již existuje jedna skupina užívající jméno Versailles. 14. září oznámili Versailles nový název skupiny Versailles -Philharmonic Quintet-.

Píseň Prince byla první novou skladbou vydanou pod tímto novým jménem a byla volně ke stažení.

### 2009: Major label
23.12.2008 oznámil Kamijo během vystoupení v C.C.Lemon Hall, že Versailles následují léto vydá major label a to jak v Japonsku tak i mimo něj. Jejich debutový singl Ascendead Master vyšel 24. června 2009.
Světová tour s titulem The Fragment Collectors proběhla v období 26. března - 9. května 2009. Poté následovalo ještě několik koncertů během Anthology of Revolution a závěrem zahráli Versailles ještě pět večerů po sobě v Maguro Rock May Kan. Poté oznámili, že do vydání dalšího alba nevystoupí.

#### Smrt Jasmine You
3. srpna 2009 bylo oznámeno, že Jasmine You z blíže neurčených důvodů spojených s jeho zdravím dočasně ukončil všechny své aktivity spojené se skupinou. Současně skupina oznámila, že nové album je ve finální fázi a že všechny baskytarové stopy byly úspěšně nahrány. V brzkých ranních hodinách 9. srpna 2009 se na oficiálních stránkách skupiny objevila zpráva o tom, že Jasmine You zemřel.
09.08.2009 Versailles」Naléhavá zpráva: Jak již bylo dříve oznámeno, Jasmine You ukončil všechny své aktivity spojené se skupinou, aby se mohl zotavit ze špatného psychického stavu do něhož se dostal. Nicméně dnes, v brzkých ranních hodinách, jsme dostali zprávu, že zemřel. Všichni členové jsou z této zprávy naprosto v šoku a marně se pokouší tento fakt přijmout. Jakmile budou kontaktování jeho příbuzní a dostaneme jejich svolení, podáme k této záležitosti fanouškům bližší informace. S ohledem na současnou situaci, pozastavujeme naši činnost. Děkujeme za pochopení.

### 2010: Jubilee
Po zrušeném koncertu, vystoupili Versailles až 25. října na V-Rock Festival 09. Yo z Matenrou Opera tam s nim hrál jako výpomocný baskytarista. 4. ledna 2010 uspořádali Versailles Jasmine You -Memorial Ceremony- v Shibuya O-East, kde hráli oni a Kaya z Matenrou Opera. Jejich další album s názvem Jubilee pak vyšlo 20. ledna 2010.
Poté oznámili další světové tour s názvem Methods of Inheritance, které započalo 28. února v Johokamě. Tentokrát si jako baskytaristu půjčili Masashiho, člena Cosmo a Köziho live band. Japonská část tour skončila dvě finálními vystoupeními s názvem Jubilee, jeden 18. května v Midou Kaikan v Osace a druhý 30. května v JCB Hall v Tokyu.

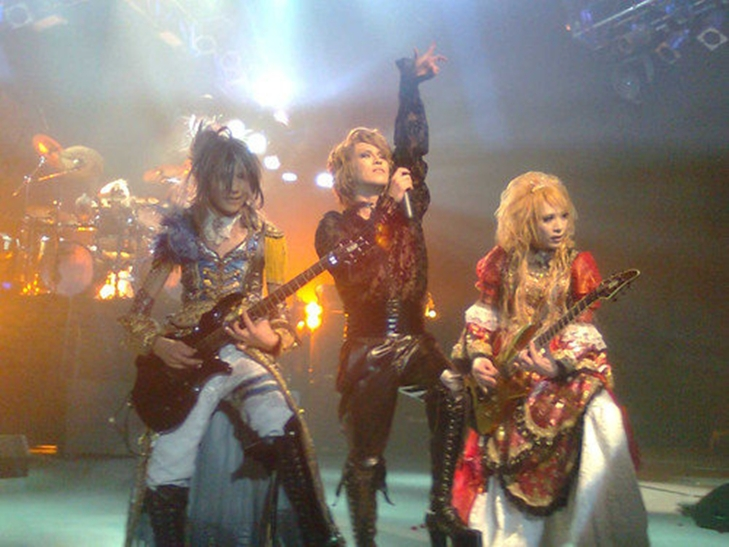
Versailles v Santiagu v Chile 6. června 2010

Poté se Versailles přesunuli do Latinské Ameriky, kde postupně hráli v Brazílii, Chile, Argentině a Peru. Poté ještě vystoupili v Mexiku a závěrem odjeli do Evropy, kde vystoupili v Norsku, Rusku, Finsku, Anglii, Španělsku, Francii, Nizozemsku, Německu a Maďarsku. Nakonec se vrátili zpátky do Japonska.
Velké finále tour proběhlo 4. září 2010 v C.C.Lemon Hall. Zde byl Masashi i oficiálně představen jako nový baskytarista a zesnulý Jasmine You byl jmenován věčným členem. Současně bylo oznámeno, že vyjde nová verze, přesněji live verse jejich starých alb Lyrical Sympathy a Noble.
Další jejich singl Destiny -The Lovers- pak vyšel 27. října 2010.
Ke konci listopadu odvysílal Panasonic 15 min kousek z jejich světové tour ve 3D ve více než 8.000 obchodech po celém světě.

### 2011: Holy Grail
V lednu 2011 členové Versailles účinkovali ve vlastním televizním minidramatu Onegai Kanaete Versailles (おねがいかなえてヴェルサイユ, „Splňte mi přání, Versailles“). Seriál, v němž měla roli také Rina Koike, byl vysílán na Mainiči Broadcasting System a TV kanagawa až do března. Ústřední znělkou seriálu se stal singl Philia, který byl vydán 15. března.
Poté Versailles vydalo jejich druhý major label Holy Grail a to 15. června 2011 ve třech edicích. Toto album obsahu je i MASQUERADE, main theme k filmu Vampire Stories: Brothers. A song Vampire je zase main theme k Vampire Stories: Chasers. 
Skupina též oznámila další světovou tour s názvem Holy Grail, která započala 31. července v Kyotu. Dále má tour pokračovat v Asii (Hongkong a Tchaj-wan), Evropě (Rusko, Anglie, Španělsko, Itálie, Rakousko, Polsko, Německo a Francie) a Americe (Mexiko, Kolumbie, Venezuela, Brazílie, Uruguay, Argentina a Chile).

## Bývalí členové
Jak už bývá u japonských hudebních skupin zvykem i členové Versailles vystupují pod uměleckými pseudonymy.
- Kamijo - zpěv (2007–2012)
- Hizaki - hlavní kytara a doprovodný zpěv (2007–2012)
- Teru - rytmická kytara a doprovodný zpěv (2007–2012)
- Yuki - bicí (2007–2012)
- Masashi – baskytara (2010–2012)
- Jasmine You – baskytara (2007–2009)†
  - kapela ho uvedla jako "věčného člena".

### Výpomoc
- Yo – baskytara na V-Rock Festival '09 25. října 2009 (Matenrou Opera)

## Diskografie
Alba
- Noble (9. červenec 2008)
- Jubilee (20. leden 2010)
- Holy Grail (15. červen 2011)

EP
- Lyrical Sympathy (31. říjen 2007)

Koncertní alba
- Lyrical Sympathy -Live- (1. září 2010)
- Noble -Live- (1. září 2010)

DVD
- The Revenant Choir (23. červen 2007)
- Aesthetic Violence (12. prosinec 2007)
- Urakizoku (裏貴族, 24. prosinec 2007) – Node of Scherzo, vystupují Versailles, Kaya a Juka
- History of the Other Side (20. květen 2009)
- Chateau de Versailles (20. květen 2009)
- Onegai Kanaete Versailles (おねがいかなえてヴェルサイユ "Splnění mých přání s Versailles", 6. července 2011) – 10 epizod, vlastní TV drama skupiny Versailles

Knihy
- Versailles -Philharmonic Quintet- (22. říjen 2008) – photobook
- Jubilee -Method of Inheritance- (24. duben 2010) – scorebook